# Fidena foetterlei
Fidena foetterlei är en tvåvingeart som först beskrevs av Lutz 1909.  Fidena foetterlei ingår i släktet Fidena och familjen bromsar. Inga underarter finns listade i Catalogue of Life.